# Lijst van nummer 1-hits in de Vlaamse top 10 in 2021
Deze hits stonden in 2021 op nummer 1 in de Vlaamse top 50 van Ultratop.
| Datum        | Artiest                        | Titel                     |
| ------------ | ------------------------------ | ------------------------- |
| 2 januari    | Jaap Reesema & Pommelien Thijs | Nu wij niet meer praten   |
| 9 januari    | Jaap Reesema & Pommelien Thijs | Nu wij niet meer praten   |
| 16 januari   | Jaap Reesema & Pommelien Thijs | Nu wij niet meer praten   |
| 23 januari   | Jaap Reesema & Pommelien Thijs | Nu wij niet meer praten   |
| 30 januari   | Jaap Reesema & Pommelien Thijs | Nu wij niet meer praten   |
| 6 februari   | Jaap Reesema & Pommelien Thijs | Nu wij niet meer praten   |
| 13 februari  | Jaap Reesema & Pommelien Thijs | Nu wij niet meer praten   |
| 20 februari  | Jaap Reesema & Pommelien Thijs | Nu wij niet meer praten   |
| 27 februari  | Jaap Reesema & Pommelien Thijs | Nu wij niet meer praten   |
| 6 maart      | Jaap Reesema & Pommelien Thijs | Nu wij niet meer praten   |
| 13 maart     | Metejoor & Babet               | 1 op een miljoen          |
| 20 maart     | Metejoor & Babet               | 1 op een miljoen          |
| 27 maart     | Metejoor & Babet               | 1 op een miljoen          |
| 3 april      | Metejoor & Babet               | 1 op een miljoen          |
| 10 april     | Camille                        | Vuurwerk                  |
| 17 april     | Metejoor & Babet               | 1 op een miljoen          |
| 24 april     | Metejoor & Babet               | 1 op een miljoen          |
| 1 mei        | Metejoor & Babet               | 1 op een miljoen          |
| 8 mei        | Niels Destadsbader & Regi      | De wereld draait voor jou |
| 15 mei       | Niels Destadsbader & Regi      | De wereld draait voor jou |
| 22 mei       | Metejoor & Babet               | 1 op een miljoen          |
| 29 mei       | Metejoor & Babet               | 1 op een miljoen          |
| 5 juni       | Camille                        | Vuurwerk                  |
| 12 juni      | Camille                        | Vuurwerk                  |
| 19 juni      | Camille                        | Vuurwerk                  |
| 26 juni      | Metejoor & Emma Heesters       | Rendez-vous               |
| 3 juli       | Niels Destadsbader & Regi      | De wereld draait voor jou |
| 10 juli      | Camille                        | Vuurwerk                  |
| 17 juli      | Camille                        | Vuurwerk                  |
| 24 juli      | Metejoor & Emma Heesters       | Rendez-vous               |
| 31 juli      | Bazart                         | Anders                    |
| 7 augustus   | Metejoor & Emma Heesters       | Rendez-vous               |
| 14 augustus  | Metejoor & Emma Heesters       | Rendez-vous               |
| 21 augustus  | Metejoor & Emma Heesters       | Rendez-vous               |
| 28 augustus  | Metejoor & Emma Heesters       | Rendez-vous               |
| 4 september  | Metejoor & Emma Heesters       | Rendez-vous               |
| 11 september | Metejoor & Emma Heesters       | Rendez-vous               |
| 18 september | Metejoor & Emma Heesters       | Rendez-vous               |
| 25 september | Metejoor & Emma Heesters       | Rendez-vous               |
| 2 oktober    | Metejoor & Emma Heesters       | Rendez-vous               |
| 9 oktober    | Metejoor & Emma Heesters       | Rendez-vous               |
| 16 oktober   | Regi & Pauline                 | Duizend sterren           |
| 23 oktober   | Regi & Pauline                 | Duizend sterren           |
| 30 oktober   | Regi & Pauline                 | Duizend sterren           |
| 6 november   | Regi & Pauline                 | Duizend sterren           |
| 13 november  | Regi & Pauline                 | Duizend sterren           |
| 20 november  | Metejoor                       | Ze meent het              |
| 27 november  | Bazart                         | Onderweg                  |
| 4 december   | Metejoor                       | Ze meent het              |
| 11 december  | K3                             | Waterval                  |
| 18 december  | K3                             | Waterval                  |
| 25 december  | K3                             | Waterval                  |

Lijsten van nummer 1-hits in de Radio 2 Top 30

1970 ·
1971 ·
1972 ·
1973 ·
1974 ·
1975 ·
1976 ·
1977 ·
1978 ·
1979 ·
1980 ·
1981 ·
1982 ·
1983 ·
1984 ·
1985 ·
1986 ·
1987 ·
1988 ·
1989 ·
1990 ·
1991 ·
1992 ·
1993 ·
1994 ·
1995 ·
1996 ·
1997 ·
1998 ·
1999 ·
2000 ·
2001 ·
2002 ·
2003 ·
2004 ·
2005 ·
2006 ·
2007 ·
2008 ·
2009 ·
2010 ·
2011 ·
2012 ·
2013 ·
2014 ·
2015 ·
2016 ·
2017 ·
2018 ·
2019 ·
2020 ·
2021 ·
2022 ·
2023 ·
2024 ·
2025
Lijsten van nummer 1-hits in de Ultratop 50 

1995 ·
1996 ·
1997 ·
1998 ·
1999 ·
2000 ·
2001 ·
2002 ·
2003 ·
2004 ·
2005 ·
2006 ·
2007 ·
2008 ·
2009 ·
2010 ·
2011 ·
2012 ·
2013 ·
2014 ·
2015 ·
2016 ·
2017 ·
2018 ·
2019 ·
2020 ·
2021 ·
2022 ·
2023 ·
2024 ·
2025
Lijsten van nummer 1-hits in de Vlaamse top 50

2001 ·
2002 ·
2003 ·
2004 ·
2005 ·
2006 ·
2007 ·
2008 ·
2009 ·
2010 ·
2011 ·
2012 ·
2013 ·
2014 ·
2015 ·
2016 ·
2017 ·
2018 ·
2019 ·
2020 ·
2021 ·
2022 ·
2023 ·
2024 ·
2025
- Nederland (Top 40)
- Nederland (Single Top 100)
- Nederland (538 Top 50)
- Nederland (3FM Mega Top 30)
- Nederland (Outlaw 41)
- Nederland (Verrukkelijke 15)
- Nederland (Graadmeter)
- Vlaanderen (Radio 2 Top 30)
- Vlaanderen (Ultratop 50)
- Vlaanderen (Top 30 van Ultratop)
- Wallonië
- Australië
- Canada
- Denemarken
- Duitsland
- Ierland
- Nieuw-Zeeland
- Oostenrijk
- Polen
- Verenigd Koninkrijk
- Verenigde Staten (Hot 100)
- Zweden
- Zwitserland